# 설경구의 작품 목록

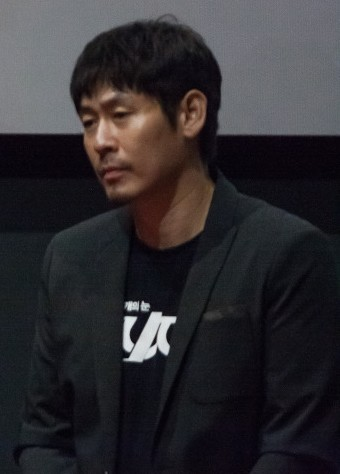
2013년 영화 《감시자들》 CGV 왕십리 무대인사에서 설경구.

다음은 대한민국의 배우 설경구의 작품 목록이다.

## 필모그래피

### 영화
- 1996년 영화 《꽃잎》 ... 소녀의 오빠 역
- 1996년 영화 《러브스토리》 ... 영호 역
- 1998년 영화 《처녀들의 저녁식사》 ... 만화가 규식 역
- 1999년 영화 《송어》 ... 민수 역
- 1999년 영화 《유령》 ... 432 역
- 1999년 영화 《새는 폐곡선을 그린다》 ... 김 역
- 2000년 영화 《박하사탕》 ... 김영호 역
- 2000년 영화 《은행나무침대2-단적비연수》 ... 적 역
- 2001년 영화 《나도 아내가 있었으면 좋겠다》 ... 김봉수 역
- 2002년 영화 《공공의 적》 ... 강철중 역
- 2002년 영화 《오아시스》 ... 홍종두 역
- 2002년 영화 《광복절 특사》 ... 유재필 역
- 2002년 영화 《영매-산 자와 죽은 자의 화해》 ... 내레이션 역
- 2003년 영화 《실미도》 ... 강인찬 - 684부대 제3조장 역
- 2004년 영화 《역도산》 ... 역도산 역
- 2005년 영화 《공공의 적 2》 ... 강철중 역
- 2006년 영화 《사랑을 놓치다》 ... 우재 역
- 2006년 영화 《열혈남아》 ... 심재문 역
- 2007년 영화 《그놈 목소리》 ... 뉴스앵커, 한경배 역
- 2007년 영화 《싸움》 ... 곤충학교수 김상민 역
- 2008년 영화 《강철중: 공공의 적 1-1》 ... 강력반 꼴통형사, 강철중 역
- 2009년 영화 《여행자》 ... 진희 아버지 역
- 2009년 영화 《해운대》 ... 최만식 역 (첫 천만영화)
- 2009년 영화 《내사랑 내곁에》 ... 김종도 역 (특별출연)
- 2010년 영화 《용서는 없다》 ... 강민호 역
- 2010년 영화 《해결사》 ... 해결사, 강태식 역
- 2010년 영화 《카멜리아》 ... 영화 촬영감독 용수
- 2012년 영화 《타워》 ... 강영기 역
- 2013년 영화 《감시자들》 ... 황상준 반장 역
- 2013년 영화 《스파이》 ... 김철수 역
- 2013년 영화 《소원》 ... 임동훈 역
- 2013년 영화 《공공의 적 2013》
- 2014년 영화 《나의 독재자》 ... 김성근 역
- 2015년 영화 《서부전선》 ... 장남복 역
- 2017년 영화 《루시드 드림》 ... 송방섭 역
- 2017년 영화 《불한당: 나쁜 놈들의 세상》 ... 한재호 역
- 2017년 영화 《살인자의 기억법》 ... 김병수 역
- 2017년 영화 《1987》 ... 김정남 역
- 2019년 영화 《우상》 ... 유중식 역
- 2019년 영화 《생일》 ... 정일 역
- 2020년 영화 《퍼펙트맨》 ... 한장수 역
- 2021년 영화 《자산어보》 ... 정약전 역
- 2021년 영화 《킹메이커》 ... 김운범 역
- 2022년 영화 《야차》 ... 강인 역
- 2022년 영화 《니 부모 얼굴이 보고 싶다》 ... 강호창 역
- 2023년 영화 《유령》 ... 무라야마 준지 역 (본작의 메인 주인공이자 진 최종 보스)
- 2023년 영화 《길복순》 ... 차민규 역 (본작의 메인 남주인공이자 메인 빌런이며 진 최종 보스)
- 2023년 영화 《카운트》 (특별출연)
- 2023년 영화 《더 문》 ... 김제국 역
- 2023년 영화 《소년들》 … 황준철 역
- 2024년 영화 《보통의 가족》 ... 재완 역
- 2025년 영화 《굿뉴스》 ... 해결사 역
- 2026년 영화 《가능한 사랑》

### 무대
| 연도            | 분류   | 제목                                       | 역할                                                     | 극단              | 공연 장소                                                                     |
| --------------- | ------ | ------------------------------------------ | -------------------------------------------------------- | ----------------- | ----------------------------------------------------------------------------- |
| 1986            | 뮤지컬 | 포기와 베스                                |                                                          |                   |                                                                               |
| 1993            | 연극   | 달아 달아 밝은 달아                        | 연출                                                     |                   |                                                                               |
| 1993, 1995~1996 | 연극   | 심바새메 (심야에는 바바라와 새벽에는 메리) | 게이 알렉스                                              | 극단 한양레퍼토리 | 대학로 정보소극장                                                             |
| 1994            | 연극   | 이런 노래                                  | 아들, 조경훈                                             | 극단 전망         | 동숭동 문예회관 소극장 공연                                                   |
| 1994~1996       | 뮤지컬 | 지하철1호선                                | 혼혈고아 철수, 안경, 단속반 외 여러 역할                 | 극단 학전         | 대학로 학전 그린 소극장 공연                                                  |
| 1996            | 연극   | 구렁이신랑과 그의 신부                     |                                                          | 극단 한양레퍼토리 |                                                                               |
| 1996            | 뮤지컬 | 모스키토                                   | 빵집아저씨, 취객, 학부모 가수, 국회의원비서 외 다수 배역 | 극단 학전         | 대학로 학전 그린 소극장 공연                                                  |
| 1996            | 연극   | 트루웨스트                                 |                                                          | 극단 한양레퍼토리 | 대학로 성좌 소극장 공연                                                       |
| 1997~1998       | 뮤지컬 | 지하철1호선                                | 포인터 외 다수 배역                                      | 극단 학전         | 대학로 학전 그린 소극장                                                       |
| 2001            | 뮤지컬 | 지하철1호선                                | 철수, 행인, 전도사 외 다수 배역                          | 극단 학전         | 3월 16일~3월 18일 서울 대학로 학전 그린 소극장, 4월 3일, 5일 독일 베를린 공연 |
| 2005            | 연극   | 러브레터                                   | 앤디                                                     | 극단 한양레퍼토리 | 대학로 한양레퍼토리 씨어터                                                    |

### 드라마
- 1994년 MBC 아침 일일연속극 《큰 언니》 ... 동창 역
- 1995년 MBC 청소년 성장드라마 《사춘기》 ... 음악 선생님 역
- 1995년 SBS 주말 특별기획 드라마 《코리아게이트》 ... 구정길 역
- 2001년 일본 NHK 특집 드라마 《쇼토쿠 태자》 ... 신라인 무사 이진 역
- 2024년 NETFILX 오리지널 시리즈 《돌풍》 ... 박동호 역
- 2025년 DISNEY+ 오리지널 시리즈 《하이퍼나이프》 ... 최덕희 역
- 2026년 NETFILX 오리지널 시리즈 《들쥐》 ... 노자 역

## 방송

### 텔레비전 프로그램
| 연도 | 방송사    | 제목                                      | 역할        | 비고                 |
| ---- | --------- | ----------------------------------------- | ----------- | -------------------- |
| 2000 | KBS2      | 이소라의 프로포즈                         | 게스트 출연 |                      |
| 2006 | KBS2      | 윤도현의 러브레터 - 특별한 초대           | 게스트 출연 |                      |
| 2006 | MBC       | 독일 월드컵 특집 영상실록-한국축구가 간다 | 내레이션    | 2006년 5월 10일 방송 |
| 2007 | MBC       | 유재석 김원희의 놀러와                    | 게스트 출연 |                      |
| 2013 | SBS       | 힐링캠프 - 기쁘지 아니한가                | 게스트 출연 |                      |
| 2021 | tvN STORY | 월간 커넥트                               | 게스트 출연 |                      |
| 2021 | JTBC      | 방구석 1열                                | 게스트 출연 |                      |
| 2023 | JTBC      | JTBC 뉴스룸                               | 게스트 출연 |                      |

### 라디오 프로그램
| 연도 | 방송사      | 제목                               | 역할        | 비고                        |
| ---- | ----------- | ---------------------------------- | ----------- | --------------------------- |
| 2008 | KBS 2FM     | 윤도현의 뮤직쇼                    | 게스트 출연 |                             |
| 2021 | MBC FM4U    | 두시의 데이트 - 뮤지, 안영미입니다 | 게스트 출연 | with 이준익, 변요한         |
| 2022 | SBS 파워 FM | 두시탈출 컬투쇼                    | 게스트 출연 | with 이선균                 |
| 2023 | SBS 파워 FM | 두시탈출 컬투쇼                    | 게스트 출연 | with 이하늬, 박소담, 서현우 |
| 2024 | MBC FM4U    | 4시엔 윤도현 입니다                | 게스트 출연 | with 김희애                 |

## 뮤직 비디오
| 연도 | 가수     | 노래                                  | 비고      |
| ---- | -------- | ------------------------------------- | --------- |
| 2004 | SG워너비 | Timeless                              | 1집 음반  |
| 2004 | SG워너비 | 죽을만큼 사랑했어요                   | 1집 음반  |
| 2015 | 박유천   | 당신의 지갑에는 얼마의 사랑이 있나요. | 싱글 음반 |

## 광고
| 연도 | 기업명           | 브랜드명(종류)     | 비고                                                   |
| ---- | ---------------- | ------------------ | ------------------------------------------------------ |
| 2000 | 트렉스타         | 트렉스타 (등산화)  |                                                        |
| 2001 | NH투자증권       |                    |                                                        |
| 2004 | 다음커뮤니케이션 | 다음               | 안성기, 장진영, 김지운 감독, 김효진, 이은성과 공동출연 |
| 2004 | 르노코리아       | SM5 (자동차)       | 문소리와 공동출연                                      |
| 2005 | 한진그룹         | S-Oil (정유업체)   | 故장진영과 공동출연                                    |
| 2005 | 교보그룹         | 교보생명보험       | [ 9 ]                                                  |
| 2008 | 한국철도공사     | KTX시네마          |                                                        |
| 2009 | LG유플러스       | 엑스피드           |                                                        |
| 2012 | 농협협동조합     | NH농협은행 (금융)  | 최민식, 송강호와 공동출연                              |
| 2019 | 레인보우홀스     | 레전드 오브 블루문 |                                                        |
| 2020 | 삼성전자         | 삼성 QLED 8K       | 영화 자산어보 풋티지 광고                              |

## 자켓 모델
- 2003년 가요 컴필레이션 앨범 《동감 3집》 자켓모델

## 홍보대사
- 2007년 KTX 시네마 홍보대사[11]
- 2007년 전국미아 실종가족찾기 시민의 모임 홍보대사[12]
- 2018년 제55회 대종상 영화제 홍보대사[13]

## 교육인
- 2014년~2016년 한양대학교 연극영화학과 특임교수 임용[14][15]

## 같이 보기
- 설경구의 수상 및 후보 목록